# Belonogaster dubia
Belonogaster dubia är en getingart som beskrevs av Kohl 1894. Belonogaster dubia ingår i släktet Belonogaster och familjen getingar. Inga underarter finns listade.